# Distretto di Lesko
Il distretto di Lesko (in polacco powiat leski) è un distretto polacco appartenente al voivodato della Precarpazia.

## Geografia antropica

### Suddivisioni amministrative
Il distretto comprende 5 comuni.
- Comuni urbano-rurali: Lesko
- Comuni rurali: Baligród, Cisna, Olszanica, Solina